# Гвоздичники
Гвоздичники (лат. Caryophyllidea) — отряд нерасчленённых ленточных червей с одним половым аппаратом, паразитирует на костистых рыбах.

## Описание
Длина от 2 до 95 мм, ширина от 0,5 до 5 мм. Передний конец тела чаще веерообразно расширен без органов прикрепления, реже с 2—6 присасывательными ямками (ботриями).

## Образ жизни
Взрослые черви (исключая представителей рода Archigetes) паразитируют в кишечнике карпообразных рыб. Цикл развития с одним промежуточным хозяином — малощетинковыми червями, которые заражаются, поедая зрелые яйца паразита, находящихся в грунте. В кишечнике промежуточного хозяина из яиц выходит зародыш, который проникает в полость тела червя и развивается в личинку — процеркоид. Рыба заражается гвоздичником, поедая малощетинковых червей, зараженных процеркоидами. Представители рода Arcnigetes достигают половой зрелости в промежуточном хозяине. Некоторые виды гвоздичников приводят к болезням или смерти рыб (например, Khawia sinensis).

## Классификация
Таксон выделен Пьером ван Бенеденом в 1863 году. Отряд включает 36 родов и около 90 видов. Разделяют на четыре семейства:
- Balanotaeniidae Mackiewicz & Blair, 1978
- Capingentidae Hunter, 1930
- Caryophyllaeidae Leuckart, 1878
- Lytocestidae Hunter, 1927